# Dundashill
Dundashill war eine Whiskybrennerei in Glasgow, Schottland. Der erzeugte Brand war somit der Whiskyregion Lowlands zuzuordnen.
Die Brennerei wurde 1770 von John Harvey gegründet. Sie gehört damit zu den drei frühesten Whiskybrennereien, die offiziell lizenziert wurden und erwarb als erster Betrieb in Glasgow eine Lizenz. In den folgenden Dekaden wechselten die Eigentümer mehrfach und die Anlage wurde stetig erweitert. Dundashill gilt als die größte schottische Brennerei für Malt Whisky – eine Position, die sie während beinahe der gesamten zweiten Hälfte des 19. Jahrhunderts innehatte. Im Jahre 1899 wurde eine Coffey Still zur Produktion von Grain Whisky installiert. 1902 wurde die Brennerei geschlossen und 1903 von Distillers Company Ltd. (DCL) aufgekauft. Die Installationen wurden entfernt und die Gebäude dienten fortan als Küferei und Lagerhäuser. Erst Mitte der 1970er Jahre wurden auch die Lagerhäuser aufgegeben.
Als Alfred Barnard im Rahmen seiner bedeutenden Whiskyreise im Jahre 1885 die Brennerei besuchte, verfügte sie über eine jährliche Produktionskapazität von 360.000 Gallonen. Es standen zwei Grobbrandblasen (Wash Stills) mit Kapazitäten von jeweils 6500 Gallonen zur Verfügung. Hinzu kam eine Reihe von zehn Feinbrandblasen (Spirit Stills) mit Kapazitäten zwischen 1200 und 600 Gallonen; eine außerordentlich große Anzahl zu dieser Zeit. Es wurde sowohl zwei- als auch dreifach destillierter Whisky produziert.